# Mesalina kuri
Mesalina kuri är en ödleart som beskrevs av  Ulrich Joger och MAYER 2002. Mesalina kuri ingår i släktet Mesalina och familjen lacertider. IUCN kategoriserar arten globalt som livskraftig. Inga underarter finns listade i Catalogue of Life.